# Nina Carberry

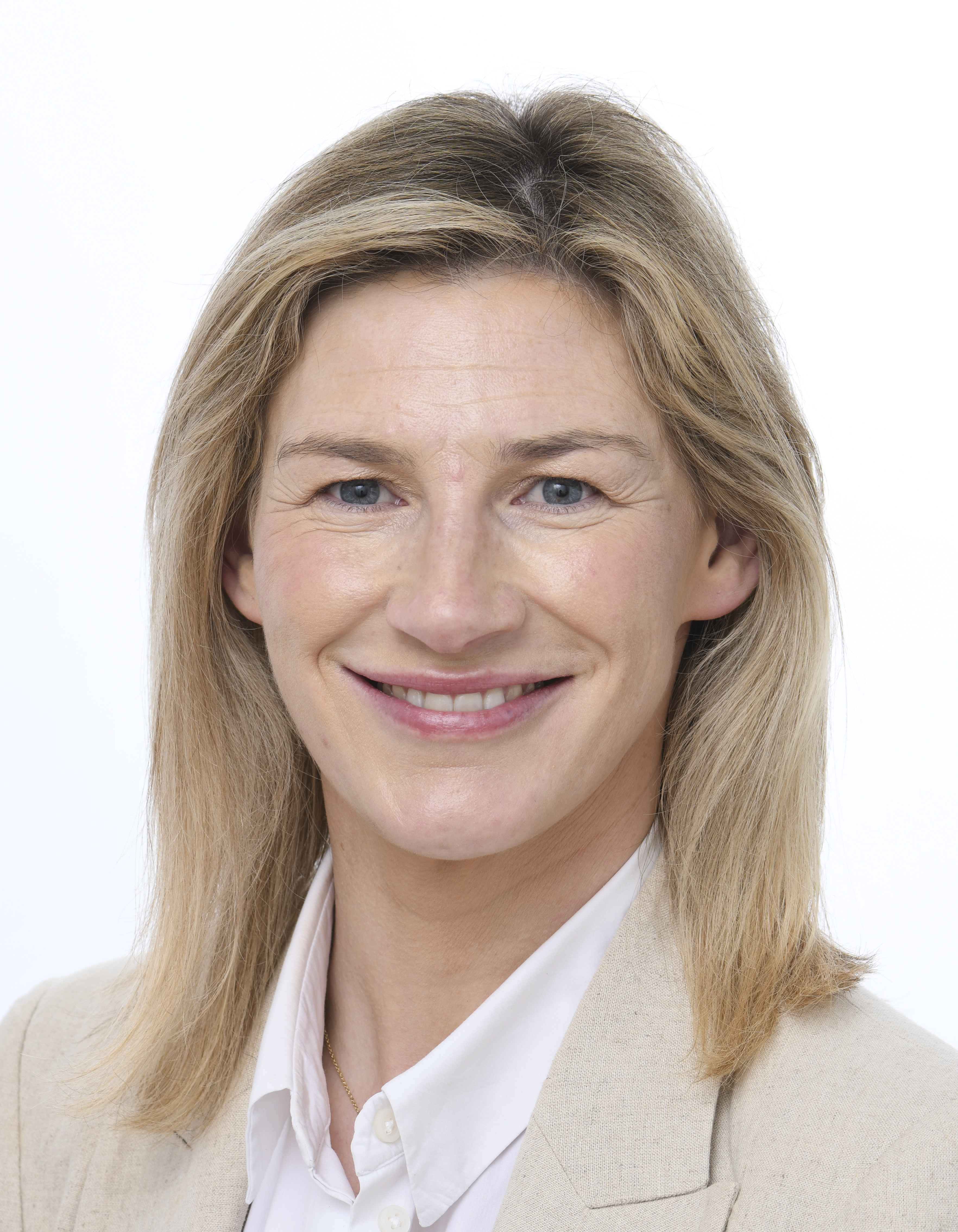
Nina Carberry (2024)

Nina Carberry (* 21. Juli 1984 in Ashbourne, County Meath, Irland) ist eine irische Reiterin und Politikerin der Fine Gael (FG). Ab dem 10. Juli 2024 ist sie Mitglied des Europäischen Parlaments der Europäischen Volkspartei (EVP) in der Fraktion der Europäischen Volkspartei (Christdemokraten).

## Leben
Carberry wurde 1984 als Tochter der Jockey-Familie Carberry geboren. Sowohl ihr Vater Tommy  als auch ihre Brüder Paul und Philip waren bzw. sind erfolgreiche Jockeys.
Ab 2005 gelang es Nina Carberry erstmals beim Cheltenham Festival einen Sieg zu erringen. Ihren letzten Sieg erreichte sie im April 2018 und erklärte ihren Rückzug aus dem Jockey-Sport. Insgesamt konnte sie in ihrer Jockey-Karriere 412 Siege verzeichnen.
Im irischen Fernsehen war sie in mehreren Features zu sehen. 2013 war dies The Irish Road To Cheltenham. 2005 gewann sie mit Pasquale La Rocca die fünfte Staffel Dancing with the Stars. Ebenfalls 2022 war Nina Carberry als Preisrichterin in der 10. Staffel von Ireland’s Fittest Family zu sehen. 
Bei der Europawahl in Irland 2024 erhielt sie 98.872 Stimmen. In der mit dem 10. Juli 2024 beginnenden 10. Wahlperiode des Europäischen Parlamentes wurde sie volles Mitglied für die Europäischen Volkspartei (EVP) in der Fraktion der Europäischen Volkspartei (Christdemokraten). Sie wurde Mitglied im Ausschuss für Verkehr und Tourismus sowie stellvertretendes Mitglied im Ausschuss für internationalen Handel und im Haushaltsausschuss.

## Privates
Nina Carberry ist seit Februar 2012 mit Ted Walsh verheiratet; sie haben zwei Töchter. 